# سازمان اداری و استخدامی کشور
سازمان اداری و استخدامی کشور یک سازمان دولتی در ایران است که وظایف رئیس‌جمهور در حوزهٔ اداری و استخدامی را بر عهده دارد و رئیس آن معاون رئیس‌جمهور ایران محسوب می‌شود.
این سازمان در خیابان شهید مطهری، بعد از تقاطع مفتح، خیابان جهانتاب واقع می باشد.

## پیشینه
این سازمان تا سال ۱۳۷۹ با عنوان «سازمان امور اداری و استخدامی کشور» فعال بود و مقام اول سازمان عنوان «دبیرکل» داشت که جایگاه معاون نخست‌وزیر ایران داشت که با انجام اصلاحات در قانون اساسی و حذف جایگاه نخست‌وزیری، به معاون رئیس‌جمهور تبدیل شد. سازمان امور اداری و استخدامی کشور در سال ۱۳۷۹ با سازمان برنامه و بودجه ادغام شده و سازمان مدیریت و برنامه‌ریزی تأسیس شد. سازمان مدیریت و برنامه‌ریزی در سال ۱۳۸۶ به دو معاونت رئیس‌جمهور با نام‌های برنامه‌ریزی و نظارت راهبردی و توسعه مدیریت و سرمایه انسانی تفکیک شده بود که «معاونت توسعه مدیریت و سرمایه انسانی» همان وظایف سابق «سازمان امور اداری و استخدامی کشور» را برعهده گرفت. با ادغام دو معاونت مذکور در سال ۱۳۹۳، سازمان مدیریت و برنامه‌ریزی برای بار دوم شکل گرفت اما در سال ۱۳۹۵، سازمان «سازمان مدیریت و برنامه‌ریزی» بازهم منحل شده و سازمان‌های «برنامه و بودجه» و «اداری و استخدامی کشور» برای بار دوم تفکیک شدند و به وضعیت سابق خود در پیش از سال ۱۳۷۹ بازگشتند. فلسفه وجودی این سازمان و سازمان برنامه و بودجه به‌لحاظ ماهوی از مشابهت زیادی برخوردار است بطوریکه امکان تفکیک این دو سازمان در واحدهای استانی وجود ندارد و همچنان با وضعیت سابق تحت عنوان سازمان مدیریت و برنامه‌ریزی استان‌ها فعالیت می‌نمایند.

## وظایف
این سازمان، عهده‌دار وظایف رئیس‌جمهور در حوزهٔ اداری و استخدامی در قالب سازمان اداری و استخدامی کشور توسط معاون رئیس‌جمهور می‌باشد؛ که مهمترین آنها شامل ایجاد هماهنگی‌های لازم برای اجرای سیاست‌های کلی نظام اداری ابلاغی رییس معظم جمهور انقلاب اسلامی؛ تعیین نقش و ماموریت‌های بخش‌های مختلف دولتی؛ سیاست گذاری، برنامه‌ریزی نظارت بر بخش‌های مختلف دولتی شامل ساختارهای سازمانی، سرمایه انسانی دولت، آمار و برنامه‌ریزی نیروی انسانی، راهبری توسعه دولت الکترونیک، مدیریت فرایندهای سازمانی اصلاح سیستم‌ها و روش‌ها، مدیریت دانش جبران خدمات و سلامت اداری ارزیابی عملکرد و مدیریت عملکرد و صیانت از حقوق شهروندی و حقوق کارکنان دولت؛ توسعه و ترویج آموزش‌های راهبردی در حوزه نظام اداری کشور و تربیت مدیران توسعه‌گرا؛ برنامه‌ریزی، هدایت و راهبری ارتقای اثر بخشی و کارایی نظام اداری و مدیریت بهره‌وری ملی؛ طراحی بهینه‌سازی و استقرار نظام‌های اداری برای تحقق برنامه‌های توسعه می‌باشد.

## فعالیت‌های مهم
تدوین قانون مدیریت خدمات کشوری، تهیه لایحه تشکیلات کلان دولت و تهیه پیش‌نویس سیاست‌های کلی نظام اداری ابلاغی رهبر در اردیبهشت ۱۳۸۹ و تهیه نقشه راه اصلاح نظام اداری و تصویب آن در یکصد و شصت و دومین جلسه شورای‌عالی اداری در ۱۴ اسفند ۱۳۹۲ و تأیید و ابلاغ رئیس‌جمهور وقت (حسن روحانی) در ۲۰ فروردین ۱۳۹۳ به همهٔ دستگاه‌های اجرایی از جمله اقدامات این سازمان در سال‌های پس از انقلاب ۱۳۵۷ ایران است.

## ساختار تشکیلاتی
| - معاونت نوسازی و معماری سازمانی - معاونت سرمایه انسانی - معاونت حکمرانی الکترونیک و هوشمندسازی دولت - معاونت حقوقی، مجلس و استان‌ها - معاونت توسعه مدیریت و پشتیبانی - سازمان ملی بهره‌وری ایران - مرکز آموزش مدیریت دولتی | - شورای‌عالی اداری - شورای توسعه مدیریت - شورای حقوق و دستمزد - هیئت‌عالی نظارت بر تخلفات اداری |

## رؤسای سازمان
منوچهر گودرزی از سال ۱۳۴۲ تا ۱۳۴۵ در جایگاه «دبیرکل شورای عالی اداری» ابتدا در سطح معاونت نخست‌وزیر و سپس در سطح وزیر مشاور قرار داشت.
| وزیر مشاور ودبیرکل سازمان امور اداری و استخدامی کشور      | وزیر مشاور ودبیرکل سازمان امور اداری و استخدامی کشور | وزیر مشاور ودبیرکل سازمان امور اداری و استخدامی کشور | وزیر مشاور ودبیرکل سازمان امور اداری و استخدامی کشور | وزیر مشاور ودبیرکل سازمان امور اداری و استخدامی کشور | وزیر مشاور ودبیرکل سازمان امور اداری و استخدامی کشور | وزیر مشاور ودبیرکل سازمان امور اداری و استخدامی کشور | وزیر مشاور ودبیرکل سازمان امور اداری و استخدامی کشور |
| ر                                                         | نام                                                  | نام                                                  | آغاز تصدی                                            | پایان تصدی                                           | دولت                                                 | رئیس دولت                                            |                                                      |
| --------------------------------------------------------- | ---------------------------------------------------- | ---------------------------------------------------- | ---------------------------------------------------- | ---------------------------------------------------- | ---------------------------------------------------- | ---------------------------------------------------- | ---------------------------------------------------- |
| ۱                                                         |                                                      | منوچهر گودرزی                                        | ۱۳۴۵                                                 | ۳ آذر ۱۳۴۷                                           | نخست‌وزیری هویدا                                      | امیرعباس هویدا                                       |                                                      |
| ۲                                                         |                                                      | حسین کاظم‌زاده                                        | ۳ آذر ۱۳۴۷                                           | ۱۵ بهمن ۱۳۴۹                                         | نخست‌وزیری هویدا                                      | امیرعباس هویدا                                       |                                                      |
| ۳                                                         |                                                      | محمود کشفیان                                         | ۱۵ بهمن ۱۳۴۹                                         | ۳ اردیبهشت ۱۳۵۳                                      | نخست‌وزیری هویدا                                      | امیرعباس هویدا                                       |                                                      |
| معاون نخست‌وزیر ودبیرکل سازمان امور اداری و استخدامی کشور  |                                                      |                                                      |                                                      |                                                      |                                                      |                                                      |                                                      |
| ۴                                                         |                                                      | محمود کاشفی                                          | ۱۱ خرداد ۱۳۵۳                                        | ۱۳۵۳                                                 | نخست‌وزیریهویدا                                       | امیرعباس هویدا                                       |                                                      |
| –                                                         |                                                      | جمشید آموزگار                                        | ۱۳۵۳                                                 | ۱۳۵۴                                                 | نخست‌وزیریهویدا                                       | امیرعباس هویدا                                       |                                                      |
| ۵                                                         |                                                      | امین عالیمرد                                         | ۱۳۵۴                                                 | ۲۲ بهمن ۱۳۵۷                                         | نخست‌وزیریهویدا                                       | امیرعباس هویدا                                       |                                                      |
| ۵                                                         | آموزگار                                              | امین عالیمرد                                         | ۱۳۵۴                                                 | ۲۲ بهمن ۱۳۵۷                                         | جمشید آموزگار                                        |                                                      |                                                      |
| ۵                                                         | شریف‌امامی ۳                                          | امین عالیمرد                                         | ۱۳۵۴                                                 | ۲۲ بهمن ۱۳۵۷                                         | جعفر شریف‌امامی                                       |                                                      |                                                      |
| ۵                                                         |                                                      | امین عالیمرد                                         | ۱۳۵۴                                                 | ۲۲ بهمن ۱۳۵۷                                         | ازهاری                                               | غلامرضا ازهاری                                       |                                                      |
| ۵                                                         | بختیار                                               | امین عالیمرد                                         | ۱۳۵۴                                                 | ۲۲ بهمن ۱۳۵۷                                         | شاپور بختیار                                         |                                                      |                                                      |
| –                                                         |                                                      | علی‌اکبر معین‌فر                                       | ۸ فروردین ۱۳۵۸                                       | ۱۵ آبان ۱۳۵۸                                         | موقت                                                 | مهدی بازرگان                                         |                                                      |
| ۶                                                         |                                                      | مصطفی کتیرایی                                        | آبان ۱۳۵۸                                            | ۲۶ فروردین ۱۳۶۰                                      | موقت                                                 | مهدی بازرگان                                         |                                                      |
| ۶                                                         | موقت                                                 | مصطفی کتیرایی                                        | آبان ۱۳۵۸                                            | ۲۶ فروردین ۱۳۶۰                                      | —                                                    |                                                      |                                                      |
| ۶                                                         | نخست                                                 | مصطفی کتیرایی                                        | آبان ۱۳۵۸                                            | ۲۶ فروردین ۱۳۶۰                                      | محمدعلی رجایی                                        |                                                      |                                                      |
| ۷                                                         | نخست                                                 |                                                      | علی‌اکبر سلیمی جهرمی                                  | ۲۶ فروردین ۱۳۶۰                                      | محمدعلی رجایی                                        | ۷ تیر ۱۳۶۰                                           |                                                      |
| –                                                         | نخست                                                 |                                                      | سید محمدباقر سخایی                                   | ۸ تیر ۱۳۶۰                                           | محمدعلی رجایی                                        | ۲۹ مرداد ۱۳۶۰                                        |                                                      |
| –                                                         | دوم                                                  | محمدجواد باهنر                                       | سید محمدباقر سخایی                                   | ۸ تیر ۱۳۶۰                                           |                                                      | ۲۹ مرداد ۱۳۶۰                                        |                                                      |
| ۸                                                         | دوم                                                  | محمدجواد باهنر                                       |                                                      | عبدالله جاسبی                                        | ۲۹ مرداد ۱۳۶۰                                        | بهمن ۱۳۶۲                                            |                                                      |
| ۸                                                         | موقت                                                 | محمدرضا مهدوی کنی                                    |                                                      | عبدالله جاسبی                                        | ۲۹ مرداد ۱۳۶۰                                        | بهمن ۱۳۶۲                                            |                                                      |
| ۸                                                         | سوم                                                  | میرحسین موسوی                                        |                                                      | عبدالله جاسبی                                        | ۲۹ مرداد ۱۳۶۰                                        | بهمن ۱۳۶۲                                            |                                                      |
| ۹                                                         | سوم                                                  | میرحسین موسوی                                        |                                                      | سید منصور رضوی                                       | بهمن ۱۳۶۲                                            | ۲۵ مرداد ۱۳۶۸                                        |                                                      |
| ۹                                                         | چهارم                                                | میرحسین موسوی                                        |                                                      | سید منصور رضوی                                       | بهمن ۱۳۶۲                                            | ۲۵ مرداد ۱۳۶۸                                        |                                                      |
| ۹                                                         |                                                      | میرحسین موسوی                                        |                                                      | سید منصور رضوی                                       | بهمن ۱۳۶۲                                            | ۲۵ مرداد ۱۳۶۸                                        |                                                      |
| معاون رئیس‌جمهور ودبیرکل سازمان امور اداری و استخدامی کشور |                                                      |                                                      |                                                      |                                                      |                                                      |                                                      |                                                      |
| (۹)                                                       |                                                      | سید منصور رضوی                                       | ۱۳ شهریور ۱۳۶۸                                       | ۲۷ بهمن ۱۳۷۲                                         | پنجم                                                 | اکبر هاشمی رفسنجانی                                  |                                                      |
| (۹)                                                       | ششم                                                  | سید منصور رضوی                                       | ۱۳ شهریور ۱۳۶۸                                       | ۲۷ بهمن ۱۳۷۲                                         |                                                      | اکبر هاشمی رفسنجانی                                  |                                                      |
| ۱۰                                                        |                                                      | سید محمد میرمحمدی                                    | ۲۷ بهمن ۱۳۷۲                                         | ۱ شهریور ۱۳۷۶                                        |                                                      | اکبر هاشمی رفسنجانی                                  |                                                      |
| ۱۱                                                        |                                                      | محمد باقریان                                         | ۱ شهریور ۱۳۷۶                                        | ۲۸ خرداد ۱۳۷۹                                        | هفتم                                                 | سید محمد خاتمی                                       |                                                      |
| معاونت توسعه مدیریت و سرمایه انسانی ریاست‌جمهوری           |                                                      |                                                      |                                                      |                                                      |                                                      |                                                      |                                                      |
| معاون رئیس‌جمهور ورئیس سازمان اداری و استخدامی کشور        |                                                      |                                                      |                                                      |                                                      |                                                      |                                                      |                                                      |
| ۱                                                         |                                                      | جمشید انصاری                                         | ۱۲ مرداد ۱۳۹۵                                        | ۱۴ شهریور ۱۴۰۰                                       | یازدهم                                               | حسن روحانی                                           |                                                      |
| ۱                                                         | دوازدهم                                              | جمشید انصاری                                         | ۱۲ مرداد ۱۳۹۵                                        | ۱۴ شهریور ۱۴۰۰                                       |                                                      | حسن روحانی                                           |                                                      |
| ۲                                                         |                                                      | میثم لطیفی                                           | ۱۴ شهریور ۱۴۰۰                                       | ۲۷ شهریور ۱۴۰۳                                       | سیزدهم                                               | سید ابراهیم رئیسی                                    |                                                      |
| ۳                                                         |                                                      | علاءالدین رفیع‌زاده                                   | ۲۷ شهریور ۱۴۰۳                                       | در حال تصدی                                          | چهاردهم                                              | مسعود پزشکیان                                        |                                                      |